# 亞納奧爾霍山 (馬爾卡帕塔區)
13°38′25″S 70°47′26″W / 13.64028°S 70.79056°W
亞納奧爾霍山是秘魯的山峰，位於該國東南部庫斯科大區，由基斯皮坎奇省的馬爾卡帕塔區負責管轄，屬於安地斯山脈的一部分，海拔高度約4,800米。